# Tejerizas
Tejerizas es una localidad de la provincia de Soria , partido judicial de Almazán , Comunidad Autónoma de Castilla y León, España. Pueblo de la comarca Almazán que pertenece al municipio de Almazán.
Desde el punto de vista jerárquico de la Iglesia católica forma parte de la Diócesis de Osma la cual, a su vez, pertenece a la Archidiócesis de Burgos.

## Economía
Destaca la ganadería, agricultura y micologia.

## Historia
A mediados del siglo XVIII se llamaba Tejarizas y figura como lugar del señorío del marqués de Almazán y conde de Altamira, con once vecinos (2 viudas) en catorce casas habitadas. Por oficios: dieciséis labradores, un sacristán, un guarda de ganado de campo y cuatro jornaleros.
A la caída del Antiguo Régimen la localidad se constituye en municipio constitucional en la región de Castilla la Vieja, partido de Almazán que en el censo de 1842 contaba con 9 hogares y 40 vecinos.
A mediados del siglo XIX, este municipio desaparece porque se integra en el municipio de Almazán.

## Demografía
Tejerizas contaba a 1 de enero de 2010 con una población de 16 habitantes, 10 hombres y 6 mujeres.
| Gráfica de evolución demográfica de Tejerizas entre 2000 y 2010                                  |
|                                                                                                  |
| Población de derecho (2000-2010) según los censos de población del INE a 1 de enero de cada año. |

## Medio Ambiente
Destacaremos del entorno de Tejerizas la ruta micológica de Valdecueva, regularizada por el proyecto Myas de ADEMA:
"Esta ruta discurre por el Monte de Utilidad Pública 51, que abarca una extensión de 2.700 has. La especie arbórea principal es Pinus pinaster, pino resinero, que se acompaña de especies arbustivas y herbáceas como espino albar, brezos, biércoles, tomillos, gayuba, etc. Es una zona con suelos, en general, de textura arenosa y pH ácido.
La especie fúngica principal es la nícola o níscalo, Lactarius deliciosus, aunque se aprovechan en menor medida otras especies como las llanegas (hygrophorus spp.) y no es raro encontrar en los bordes de los caminos a los saprofitos champiñones y parasoles.
La senda Valdecueva, poblada por arbolado adulto, discurre por una zona relativamente llana y de fácil acceso desde Tejerizas y Fuentelcarro."

## Monumentos
- Iglesia de San Lorenzo

## Fiestas
Sus fiestas principales son en agosto.

## Cultura
La localidad contaba con una escuela de instrucción primaria sostenida de los fondos públicos.

## Curiosidades
En 1850 (Diccionario de Madoz):
Lugar con ayuntamiento en la provincia de Soria (6 leguas), partido judicial de Almazán (1/2 legua), audiencia territorial y capitanía general de Burgos (31 leguas), diócesis de Sigenza (8 leguas).
Situada en la pendiente de un cerro formando un rellano, con buena ventilación y saludable clima.
Tiene 13 casas; escuela de instrucción primaria sostenida de los fondos públicos; una iglesia (San Lorenzo) que con la de Fuentelcarro forman una feligresía aneja de la parroquia de San Pedro de Almazán.
Confina en los cuatro puntos cardinales con el de Almazán. El terreno en lo general es bastante arenoso; flojo y de secano. Caminos: los locales de herradura y en buen estado. Correo: se recibe y despacha en la cabeza de partido.
Producción: cereales y algunas legumbres; hay ganado vacuno, mular y asnal; caza de liebres y algún venado. Industria: la agrícola y la arriera. Población: 9 vecinos, 40 almas.
En 1886 (Nomenclátor diocesano):
Es un anejo de San Pedro de Almazán, situado en la pendiente de un cerro, formando, un rellano con buena ventilación y clima saludable. Su Iglesia parroquial, está dedicada a San Lorenzo. Confina con Almazan, por los cuatro puntos cardinales.
El terreno, en lo general, es bastante arenoso, flojo y de secano, no produciendo más que cereales y legumbres.
Tiene unas cuarenta almas, escuela de ambos sexos dotada con 400 pesetas, casa y retribuciones y como Almazán, corresponde a la provincia y audiencia de Soria, y a la Capitanía general de Burgos.